# Sierra Leone na Mistrzostwach Świata w Lekkoatletyce 2009
Sierra Leone na Mistrzostwach Świata w Lekkoatletyce 2009 – reprezentacja Sierra Leone podczas czempionatu w Berlinie liczyła jedną zawodniczkę.

## Występy reprezentantów Sierra Leone

### Kobiety
- Skok w dal
  - Ola Sesay z wynikiem 6,23 zajęła 27. miejsce w eliminacjach i nie awansowała do finału